# Jean-François Marquis-Ducastel
Pour les articles homonymes, voir Marquis (homonymie) et Ducastel.
Jean-François Marquis-Ducastel (né le 28 octobre 1739 à Versailles, mort le 23 janvier 1829 à Marolles-les-Braults) est un prêtre, curé de Sainte-Suzanne (Mayenne) puis de Marolles-les-Braults, chanoine du Mans, député du Maine à l'Assemblée générale de la généralité de Tours en 1787. Il a été proscrit pendant la période révolutionnaire.

## Biographie

### Famille
Jean-François Marquis du Castel ou Ducastel, aîné d'une famille de dix enfants, est le fils de Jean Marquis, officier attaché à la Maison du Dauphin, et de Julienne Catherine Souverain (° 7 septembre 1708 Belle-Île-en-Mer - † 22 octobre 1792) qu'il avait épousée le 18 février 1738.
La famille Marquis était depuis longtemps au service de la famille royale. Un Marquis, originaire du Béarn, suivit Henri de Navarre à la cour de France, quand il y vint en 1572 épouser Marguerite de Valois. Un de ses petits-fils était retourné en Gascogne, et c'est de cette branche de la famille que naquit Jean Marquis (° 27 décembre 1703 Saint-Gaudens - † 11 septembre 1771), fils de François Marquis et de Dominge Sourin. Il vint à Paris en 1726; et des membres de sa famille, qui étaient restés à la Cour, le firent entrer au Gobelet du roi, l'un des services de bouche. En 1735, à la formation de la Maison du Dauphin, père de Louis XVI, lorsque ce prince passa aux hommes, il entra au Gobelet-Dauphin, dont il fut le chef.Jean Marquis est le père de Jean-François et de Jacques-Marie Marquis du Castel ou Ducastel.
Le titre du Castel était en principe porté par les cadets. En fait, Jean-François Marquis signe « "Marquis", gradué en théologie de Paris, Doyen rural d'Évron, curé de la ville et paroisse de Sainte-Suzanne » la plupart des actes paroissiaux, mais "Marquis Du Castel" celui du mariage de son frère, qu'il célèbre à Sainte-Suzanne en 1784. L'Histoire a retenu Marquis-Ducastel.
Ce frère, Jacques-Marie Marquis (° 10 décembre 1745 Versailles - †  2 mai 1822 Sainte-Suzanne), écuyer, sieur du Castel, ancien officier de la maison du roi, arrivé à Sainte-Suzanne en 1781, marié le 13 septembre 1784 à Julie-Renée Besognard de la Bigottière du Ronceray, fut Maire de Sainte-Suzanne de 1815 à 1818.

### Études religieuses
Habitant dans son enfance à Belle-Île-en-Mer, il fait ses études au collège des Jésuites de Vannes et rentre, déjà tonsuré, à Versailles le 27 mai 1756 par Mgr de Bertin évêque de Vannes, fait une première année de théologie à Lisieux, pour finir en 1760 au séminaire de Saint-Louis à Paris ses études ecclésiastiques commencées chez les Sulpiciens.
Sous-diacre en 1762, assignant son titre sacerdotal sur une chapelle de la cathédrale de Mâcon, maître ès arts en l'université de Paris, puis boursier au Collège du Cardinal-Lemoine, il fut choisi pour prendre soin de l'administration temporelle de la paroisse par le curé de Saint-Laurent, à Paris, où il resta deux ans vicaire. Prêtre le 22 septembre 1764.
Voyant ses espoirs de promotion réduits à la suite de la mort du Dauphin Louis de France le 20 décembre 1765, il passe dans le diocèse de Vannes en avril 1766, il devient aussitôt vice-promoteur de l'officialité, et accompagne son évêque, Mgr Charles-Jean Ier de Bertin, à l'assemblée du clergé en 1770.
Un ami de sa famille, l'abbé Joseph-Hyacinthe Mauduit du Plessis, licencié en théologie de l'université de Paris, official du diocèse et chanoine de la cathédrale de Vannes, et depuis 1768 abbé commendataire de l'Abbaye Notre-Dame d'Évron, le présente en 1771 à la cure de Sainte-Suzanne, où il arrive le 25 juin 1771, hébergé dans un premier temps par Mme Lelong. Celle-ci meurt quelque temps après, de même (en novembre 1771) que l'abbé Joseph-Hyacinthe Mauduit du Plessis. Son successeur, l'abbé Jean-Baptiste du Plessis d'Argentré , plus tard évêque de Sées, lui proposera un bail moins favorable qui réduira d'un coup de 800 fr ses revenus.

### Le restaurateur de l'église et du presbytère deSainte-Suzanne
En 1771, au moment où Jean-François Marquis-Ducastel prend possession de la cure, Sainte-Suzanne  était encore une des villes les plus importantes du Maine. Elle marchait de pair avec Saint-Calais, Beaumont-le-Vicomte , Fresnay  et Mondoubleau, et ne le cédait, dans l'organisation administrative de cette époque, qu'au Mans , à Laval , à Mayenne  et à Mamers .
- Le presbytère
- L'église

Jean-François Marquis-Ducastel fut nommé, pendant la vacance du siège, doyen rural d'Évron et continué par Mgr François-Gaspard de Jouffroy de Gonsans dans ses fonctions, dont il s'acquitta avec un zèle remarquable. Mais son évêque voulait le rapprocher de lui et, malgré tous les liens qui l'attachaient à Sainte-Suzanne, dont les habitants l'avaient nommé conseiller à l'Hôtel de ville dès 1772 et où son frère, Jacques-Marie Marquis, officier de la maison du roi, s'était fixé par son mariage en 1784, il accepta la cure de Marolles-les-Braults et, presque en même temps, le doyenné du Sonnois.

### Député à l'Assemblée du Maine

Le blason du Maine

C'est en cette qualité de doyen du Sonnois qu'il fut élu, le 11 août 1787, comme représentant du clergé à l'Assemblée provinciale du Maine, où il fut chargé d'un rapport sur les armes de la province, et, le 12 novembre suivant, à l'assemblée générale réunie à Tours, où, membre du 4e bureau, il soutint un rapport remarquable sur l'état des manufactures dans la généralité de Tours.
Il assistait, le 16 avril 1788, au synode diocésain dont il signa, presque seul, les statuts sans restriction. Le même esprit pondéré le fit distinguer à l'assemblée tumultueuse du clergé réunie au Mans le 16 mars 1789 ; il fut le principal promoteur de la protestation signée par 70 membres contre le cahier de doléances du clergé du Maine.

### Son rôle de chroniqueur pendant la Révolution
Destitué de sa cure pour refus de serment pur et simple, il resta quelque temps encore dans sa paroisse, d'où l'installation du curé suivant Jean-Baptiste Cornuau, le chassa (mai 1792). Il se retira alors chez son frère Jacques-Marie Marquis à Sainte-Suzanne, dans une petite maison du quartier de la Taconnière, où il vécut caché, mais consignant la suite des évènements dans des notes fort intéressantes pour l'histoire de ce pays. Les objets de culte retrouvés dans cette maison en 2009 ont été présentés en 2010 au Musée de l'auditoire (exposition La Révolution en Erve et Charnie).
Rentré à Marolles au mois de mai 1795, il répara les ruines que la Révolution y avait produites, plusieurs fois obligé de se cacher encore. Chef de la mission de Mamers, il, exerça un ministère fructueux auprès des prêtres assermentés, et refusa d'être le grand vicaire d'un évêque concordataire pour rester dans sa cure, où il mourut le 23 janvier 1829, chanoine honoraire du Mans depuis 1821. Son corps, d'abord inhumé dans le cimetière, fut transféré le 3 août 1847 dans l'église, où une longue épitaphe rappelle ses mérites.
Son portrait en buste a été lithographié par Férat. Il existe un tableau le représentant au presbytère de Marolles-les-Braults.

## Sources et bibliographie
- « Jean-François Marquis-Ducastel », dans Alphonse-Victor Angot et Ferdinand Gaugain, Dictionnaire historique, topographique et biographique de la Mayenne, Laval, A. Goupil, 1900-1910 [détail des éditions] (BNF 34106789, présentation en ligne)
- Abbé F. Pichon, chanoine honoraire, secrétaire de l'Évêché du Mans : La vie de M. Marquis-Ducastel, doyen rural d'Évron et du Sonnois, curé de Sainte-Suzanne et de Marolles-les-Braults, paru dans "La semaine du fidèle" de mars 1871 à 1873, édité en 1873 par Leguicheux-Gallienne, éditeur au Mans, rue Marchande 15 et rue Bourgeoise 16.
- Dom Piolin, Histoire de l'Église du Mans.
- Bibliothèque de Laval, fonds Couanier, Ac.
- Revue du Maine, t. XXXVII, p. 211.
- Registres paroissiaux de Sainte-Suzanne.